# Назарьевка (Лунинский район)
Назарьевка — село в Лунинском районе Пензенской области. Входит в состав Болотниковского сельсовета.

## География
Село расположено в северной части области на расстоянии примерно в 16 километрах по прямой к западу-северо-западу от районного центра Лунино.

## Население
| 1723  | 1747  | 1782 | 1864 | 1877 | 1910  |
| ----- | ----- | ---- | ---- | ---- | ----- |
| 64    | ↗448  | ↗710 | ↘571 | ↗875 | ↗1108 |
| 1926  | 1930  | 1959 | 1979 | 1989 | 1996  |
| ↗1307 | ↘1165 | ↘353 | ↘141 | ↘86  | ↘65   |
| 2002  | 2010  |      |      |      |       |
| ↘63   | ↘44   |      |      |      |       |

### Национальный состав
Согласно результатам переписи 2002 года, в национальной структуре населения русские составляли 95 % из 63 чел..

## Инфраструктура
Личное подсобное хозяйство с зоной сельскохозяйственного использования, индивидуальная застройка усадебного типа.

## Достопримечательности
Церковь Троицы Живоначальной

## Транспорт
Село доступно автотранспортом.